# تياغو سيمون
تياغو سيمون (بالبرتغالية: Thiago Simon‏) هو سباح برازيلي، ولد في 3 أبريل 1990 في Penápolis ‏ في البرازيل.